# Pseudagrion bidentatum
Pseudagrion bidentatum är en trollsländeart som beskrevs av Morton 1907. Pseudagrion bidentatum ingår i släktet Pseudagrion och familjen dammflicksländor. Inga underarter finns listade i Catalogue of Life.